# Bob Loughman
Bob Loughman (ur. 8 marca 1961) – polityk wysp Vanuatu. Członek partii Vanua'aku Pati, wybierany do krajowego parlamentu kolejno w latach: 2004, 2008 i 2012. W latach 2013–2015 minister turystyki w rządach premierów Kalosila i Natumana. Od 20 kwietnia 2020 do 4 listopada 2022 premier Vanuatu.